# Ergersheim, Bas-Rhin
Ergersheim là một xã thuộc tỉnh Bas-Rhin trong vùng Grand Est đông bắc Pháp.

## Places to see
- Saint Michel Chapel
- Saint Nicolas Church

## Twin towns
- Ergersheim, in Đức